# Tinijska obrada mramora
Tinijska obrada mramora (grčki: Τηνιακή Μαρμαροτεχνία) je izraz kulturnog identiteta ljudi s grčkog otoka Tinosa. Umijeće vađenja i obrade mramora na Tinosu, pod utjecajem bizantske umjetnosti, u potpunosti je razvijen tijekom kasne mletačke vladavine (17. st.). Pored vađenja sirovina, kvadriranje, dizajniranja, klesanja, montaže i instalacije mramora, na Tinosu ovu djelatnost prate razne društvene prakse, rituali i svečanosti, kao što su otvaranje kamenoloma, rituali tijekom prijelaza iz faze naukovanja u majstora, blagdan sv Charalamposa, zaštitnika obrtnika mramorom i dr. Zbog toga je upisana na UNESCO-ov popis nematerijalne svjetske baštine u Europi 2015. god.
Klesari mramora posjeduju empirijsko znanje o sastavu i strukturi stijena mramora, svojstvima svake vrste mramora i manipulaciju njihovih vena. Klesarske radionice proizvode niz tradicionalnih motiva, uzoraka i simbola kao što su čempresi, cvijeće, ptice i brodovi. Oni proizlaze iz zajedničkog simboličkog sustava vjerske, mitske i usmene tradicije. Tako motivi na zgradama, prometnim znakovima, crkvama i grobljima osiguravaju pomirenje i uklanjanje zlih utjecaja, dok oni urezani na svakodnevne mramorne posude i sjenila naglašavaju plodnost i prosperitet. 
Tinijski obrtnici ponekad stvaraju timove za provedbu velikih projekata, a pojedinačni majstori povremeno rade samostalno manje poduhvate. Prijenos umijeća slijedi dugogodišnju tradiciju u kojoj pripravnik započinje minornim zadacima, kao što su uređenje alata i čišćenje radionice, prije polaganja za učenje zanata i crtanja. Svaki majstor nadzire jednog ili dva pripravnika, obično članova obitelji. Nakon što završe obuku i zarade titulu majstora obrtnika, pripravnici dobivaju malu škrinju s alatkama. Danas ih je gotovo jedna četvrtina žene, što predstavlja značajan pomak u tradiciji ovog obrtništva koji je do nedavno bio isključivo muška djelatnost.

## Vanjske poveznice
- Video na youtube.com
- Muzej obrade mramora u Pirgosu, Tinos  Arhivirana inačica izvorne stranice od 26. siječnja 2016. (Wayback Machine) (engl.) Pristupljeno 8. siječnja 2016.